# نيوتن فولكنير
نيوتن فولكنير (بالإنجليزية: Newton Faulkner)‏ هو عازف قيثارة ومغني ومغن مؤلف بريطاني، ولد في 11 يناير 1985 في Reigate ‏ في المملكة المتحدة.

## وصلات خارجية
- الموقع الرسمي
- نيوتن فولكنير على موقع IMDb (الإنجليزية)
- نيوتن فولكنير على موقع ميوزك برينز (الإنجليزية)
- نيوتن فولكنير على موقع أول ميوزيك (الإنجليزية)
- نيوتن فولكنير على موقع ديسكوغز (الإنجليزية)
- نيوتن فولكنير على موقع قاعدة بيانات الفيلم (الإنجليزية)